# Leptocardii
Leptocardii is een klasse binnen de onderstam Cephalochordata (schedellozen).

## Familie
- Branchiostomatidae Bonaparte, 1846